# فلاديسلاف ايفانوف (لاعب كرة قدم)
فلاديسلاف ايفانوف (24 يناير 1986 بنارفا في إستونيا - ) هو لاعب كرة قدم روسي في مركز الوسط. لعب مع توربيدو موسكو ولوخ إينيرجيا فلاديفوستوك وليفاديا تالين ونادي أستيراس تريبوليس ونادي انفونت تالين ونادي ترانز نارفا ونادي سيلاماي كالف ونادي كارباتي لفيف وTartu JK Merkuur ‏ وFC Mash'al ‏ وGS Ilioupolis ‏ وFC Khimik Dzerzhinsk ‏.

## وصلات خارجية
- فلاديسلاف ايفانوف على موقع الاتحاد الأوربي (الإنجليزية)
- فلاديسلاف ايفانوف على موقع اتحاد إستونيا (الإنجليزية)
- فلاديسلاف ايفانوف على موقع قاعدة بيانات كرة القدم.إي يو (الإنجليزية)
- فلاديسلاف ايفانوف على موقع Soccerway.com (الإنجليزية)